# Galina Atayeva
Galina Atayeva (10 de noviembre de 1971) es una deportista turcomana que compitió en judo. Ganó dos medallas de bronce en el Campeonato Asiático de Judo en los años 1995 y 2000.

## Palmarés internacional
| Campeonato Asiático | Campeonato Asiático | Campeonato Asiático | Campeonato Asiático |
| Año                 | Lugar               | Medalla             | Categoría           |
| ------------------- | ------------------- | ------------------- | ------------------- |
| 1995                | Nueva Delhi (India) | Medalla de bronce   | –48 kg              |
| 2000                | Osaka (Japón)       | Medalla de bronce   | –48 kg              |